# 西北自治区
西北自治区（越南语：／），初名泰苗自治区（越南语：／）（又译傣苗自治区），是越南民主共和国两个自治区之一，首府山罗市社，今属莱州省、山罗省、奠边省和安沛省。

## 地理
西北自治区位于越南西北部，北接中国云南省，西和南接老挝，东接和平省、永富省、安沛省和老街省。面积67300平方千米，1962年人口438000人。

## 历史

### 前身
阮朝时，西北自治区属于兴化省，由当地土民领袖世袭统治。法属以后，殖民政府任命当地领袖刁文持为莱州道管道，世袭统治莱州、山罗一带。
第二次世界大战结束后，法国重返越南，与越盟领导的越南民主共和国发生冲突。1946年，第一次印度支那战争爆发，法国军队占领北越平原地带，越南民主共和国政府退往山区，继续抵抗法军。法国为了打击越盟，在北越山区省份授意少数民族领袖组建自治政权，与越盟相抗。以刁文持之子刁文龙为首的泰族贵族，在山罗省和莱州省组建了泰族自治区。
1950年4月15日，越南国发布了国长保大第6号上谕，将泰族自治区纳入了皇朝疆土。
1953年1月28日，越南民主共和国将老街、安沛、山罗和莱州4省从越北联区中划出，成立西北区。
1954年，越盟在奠边府击败法军和土著军队，取得了奠边府战役大捷，完全控制了西北各省。泰族自治区灭亡。

### 泰苗自治区
1955年4月29日，越南政府以莱州省、山罗省和老街省丰收县、安沛省申渊县、文振县设立泰苗自治区。自治区实行新的行政区划，取消省级，改县为州，由自治区直接管辖各州，州下辖社。自治区下辖芒齐州、芒莱州、生胡州、奠边州、琼崖州、马江州、遵教州、顺州、芒罗州、枚山州、安州、木州、扶安州、封土州、申渊州、文振州16州。
1955年10月18日，以申渊州10社、文振州1社和芒罗州2社析置木江界州，芒莱州析置朵佐州。
1961年10月26日，芒罗州析置山罗市社。

### 西北自治区
1962年10月27日，越南国会通过决议，将泰苗自治区改名为西北自治区，同时调整自治区行政区划。层级上增设省级，把西北自治区分为莱州省、山罗省和义路省3省，同时改州为县，与其他省份统一县级通名：
- 山罗省下辖1市社7县：山罗市社、琼崖县、顺州县、芒罗县、枚山县、马江县、安州县、木州县
- 莱州省下辖7县：奠边县、遵教县、朵佐县、芒齐县、芒莱县、生胡县、丰收县
- 义路省下辖4县：申渊县、木江界县、文振县、扶安县

1964年10月20日，义路省扶安县析置北安县，文振县析置站奏县。
1971年10月18日，义路省成立义路市社。
1975年12月27日，越南国会通过决议，废除1959年宪法里有关“自治区”的相关条款，同时撤销西北自治区和越北自治区两个自治区，辖下各省由中央政府直接管辖。